# Momoyo Miya
Momoyo Miya (宮 桃代 Miya Momoyo?, 1973) es una actriz nipona-española.

## Biografía
Actualmente reside entre Madrid y Los Ángeles.

## Trayectoria
Su rol más reciente ha sido en la serie: Los protegidos, interpretando a Jacobina, una de las esbirras de Madre. 

## Filmografía
| Año  | Título                                    | Papel             | Notas                   | Ref. |
| ---- | ----------------------------------------- | ----------------- | ----------------------- | ---- |
| 2000 | Código natural                            | Keiko             |                         | Ref. |
| 2001 | Pata negra                                | Señorita Kiro     |                         | Ref. |
| 2001 | Abierto 24 horas                          | oriental          | (Serie; un episodio)    | Ref. |
| 2002 | Off                                       | Natsumi           |                         | Ref. |
| 2002 | Compañeros                                |                   | (Serie; un episodio)    | Ref. |
| 2003 | Las superamigas contra el profesor Vinilo | Peppermint        | Corto                   | Ref. |
| 2003 | Made in China                             | Ching Chang Tei   |                         | Ref. |
| 2003 | Sex                                       | 2019              |                         | Ref. |
| 2005 | Semen, una historia de amor               | camarera japonesa |                         | Ref. |
| 2006 | Matrimonio con hijos (España)             |                   | (Serie; un episodio)    | Ref. |
| 2006 | El comisario                              |                   | (Serie; un episodio)    | Ref. |
| 2007 | Explorers                                 |                   | (Serie; ocho episodios) | Ref. |
| 2012 | Los protegidos                            | Jacobina          | (Serie; ocho episodios) | Ref. |